# Saint-Philémon
| Saint-Philémon                |                       |
| Église-Saint-Philémon.jpg     |                       |
| Coordenadas: 46º41'N, 70º27'W |                       |
| Província                     | Quebec                |
| Região administrativa         | Chaudière-Appalaches  |
| Incorporado em                | 1 de janeiro de 1867  |
| Prefeito                      | Joseph Talbot         |
| Código postal                 | 19005                 |
|                               |                       |
| Área                          |                       |
| - Cidade                      | 146,51 km², 58,6 mi²  |
| Fuso horário                  | UTC -5                |
| População (2006)              |                       |
| - Cidade                      | 847                   |
| - Densidade                   | 6 hab/km², 14 hab/mi² |

Saint-Philémon é uma municipalidade canadense do conselho municipal regional de Bellechasse, Quebec, localizada na região administrativa de Chaudière-Appalaches. Em sua área de pouco mais de 146 km2, habitam cerca de 800 pessoas.